# Nyctimene certans
Nyctimene certans é uma espécie de morcego da família Pteropodidae. Pode ser encontrada na ilha de Nova Guiné (Nova Guiné Ocidental na Indonésia e Papua-Nova Guiné).